# Sturkö församling
Sturkö församling är en församling i Jämjö pastorat i Blekinge kontrakt, Lunds stift och Karlskrona kommun. Församlingen inkluderar ön Sturkö. 
Församlingskyrka är Sturkö kyrka och Tjurkö kyrka. 

## Administrativ historik
Församlingen bildades 12 juni 1564 genom en utbrytning ur Lyckeby församling.
Mellan 1564 och 1650 ingick församlingen i Lyckeby pastorat. 1650-1653 var den ett eget pastorat, för att 1653 till 1692 återigen var en del av Lyckeby pastorat. 1693 till 1923 ingick församlingen i Torhamns pastorat för att från 1 maj 1923 bilda ett eget pastorat med Tjurkö församling. Från 1962 bildar Ramdala församling och Sturkö församling ett eget pastorat. Den 1 januari 1989 överfördes Tjurkö församling från Karlskrona stadsförsamling till Sturkö församling. 2002 bildades en kyrklig samfällighet av församlingarna i Jämjö, Ramdala, Sturkö, Kristanopel och Torhamn. Samfälligheten bildar Jämjö pastorat med pastorsexpedition i Jämjö.